# Cratere Pannekoek
Pannekoek è un cratere lunare di 67,5 km situato nella parte sud-occidentale della faccia nascosta della Luna.